# آی‌بی‌سی ایرویز
آی‌بی‌سی ایرویز (به انگلیسی: IBC Airways) یک شرکت هواپیمایی با کد یاتا II است که در ۱۹۹۱ میلادی تأسیس شده‌است. دفتر مرکزی آی‌بی‌سی ایرویز در فورت لادردیل، فلوریدا، فلوریدا، ایالات متحده آمریکا واقع شده‌است و قطب این شرکت هواپیمایی در فرودگاه بین‌المللی میامی، فرودگاه بین‌المللی فورت لادرداله – هالی‌وود قرار دارد و به ۱۳ مقصد، پرواز انجام می‌دهد.